# Peterskirche (Wien)
Koordinaten: 48° 12′ 33,8″ N, 16° 22′ 12,3″ O
Die Rektoratskirche St. Peter ist eine römisch-katholische Kirche im 1. Wiener Gemeindebezirk Innere Stadt. Das heutige Kirchengebäude ersetzt ein früheres Gotteshaus; es wurde 1733 vollendet und geweiht. Die seelsorgliche Betreuung der Peterskirche hat der Wiener Erzbischof Kardinal König 1970 den Priestern des Opus Dei übertragen. Das Kirchengebäude gehört zur Erzdiözese Wien und steht unter Denkmalschutz.

## Lage
Die Peterskirche befindet sich auf dem Petersplatz, unmittelbar neben dem Graben, kurz nach der Pestsäule (westlich). Dort durchschneidet die Habsburgergasse die Fußgängerzone (danach Jungferngasse) und führt direkt zur Kirche. Die Peterskirche ist zwischen den hohen umgebenden Häusern erst zu sehen, wenn die Menschen davorstehen.

## Die erste Peterskirche

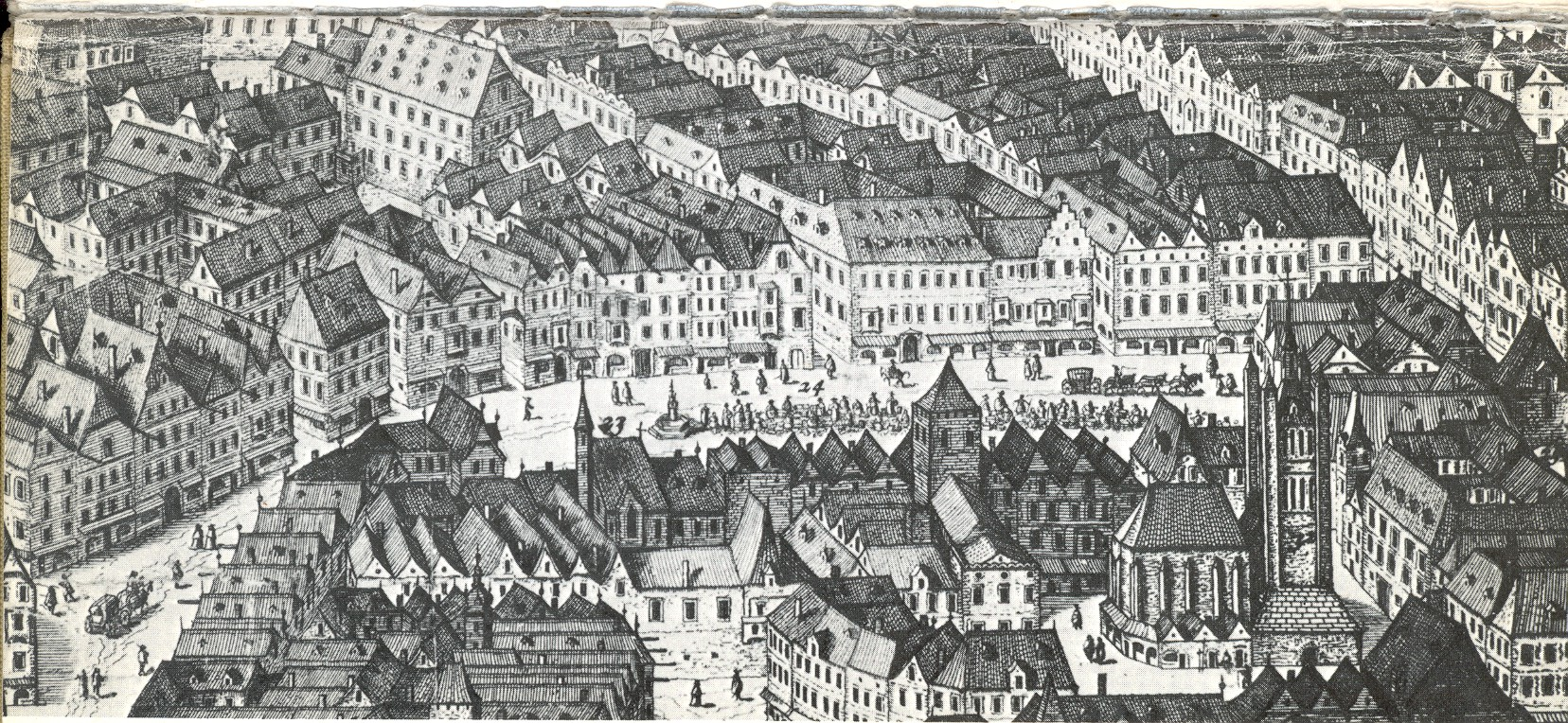
Ausschnitt aus Jacob Hoefnagels Wiener Vogelschau von 1609: Der Graben, rechts unten die erste Peterskirche

Das erste Gotteshaus, das dem Apostel Petrus geweiht war, ging auf die Spätantike zurück und war somit die älteste Kirche und Pfarre der Stadt Wien. Von ihr sind keine sichtbaren Reste mehr vorhanden. Sie soll in der zweiten Hälfte des 4. Jahrhunderts entstanden sein, in dem ein Kasernengebäude des römischen Lagers Vindobona zu einer einschiffigen Saalkirche basilikaler Art umgebaut wurde. Weitere Umbauarbeiten folgten, das Gebäude wurde später gotisiert, wobei das Langhaus in drei ungleiche Schiffe aufgeteilt wurde. Der Turm war rechteckig und dreigeschoß ig, an den Ecken befanden sich Fialtürme, die von einem zentralen, höheren Turm mit Kreuz überragt wurden. Das Aussehen im Inneren dieser Kirche ist kaum bekannt. Doch erhaltene Stiftungsurkunden belegen, dass es mindestens folgende Ausstattungen gegeben hat:
- Valentinsaltar (1345–1479)
- Erhardsaltar (1371–1560)
- Frauenaltar (1380–1560)
- St. Katharinenaltar (1396–1510)
- Altar der 10.000 Ritter und 11.000 Maiden (1399–1528)
- St. Peteraltar (1412–1539)
- St. Bartholomäusaltar (1448–1560)
- St. Andreasaltar (1469–1511)

Aus der 1399 angebauten spätgotischen Valentinskapelle sind Steinretabel erhalten, die mit 1510/15 datiert werden.
Die Kirche war von Krämerläden umgeben, in denen sich die Priester des Gotteshauses für den Eigenverbrauch kostenlos „bedienen“ durften, da ihr Einkommen sehr gering war. In einem Anbau des Kirchengebäudes befand sich die „Stadtguardia“, der Vorläufer der modernen Polizei.
Die Kirche selbst soll von Kaiser Karl dem Großen um 792 gegründet worden sein, was jedoch nicht nachgewiesen ist. Erstmals wird im Jahr 1137 eine Kirche des heiligen Petrus in Wien urkundlich erwähnt (im Rahmen der Vorgeschichte für den Bau der Stephanskirche, auf die auch die Pfarrrechte von St. Peter übergehen sollten). Gegen Ende des 12. Jahrhunderts fiel die Kirche an das Schottenstift. Im Jahr 1661 brannte das Gebäude aus und wurde nur notdürftig instand gesetzt und etliche Jahre weitergenutzt. Der Beschluss, eine neue Kirche zu bauen, wurde 1676 mit der Übersiedelung der Erzbruderschaft der Allerheiligsten Dreifaltigkeit gefasst.

## Der Neubau

### Bauarbeiten und Erstellung der Ausstattung

Grundriss der Kirche

Kaiser Leopolds I. initiierte um 1701 einen Kirchenneubau. Die alte Peterskirche, die nach mehrhundertjähriger Nutzung ziemlich verfallen war, wurde abgerissen und der umliegende Friedhof aufgelassen und freigeräumt. Im Jahr 1702 war die Bauplanung beendet und mit der Grundsteinlegung begann der Bau nicht genau am Standort des Vorgängerbaus. Gabriele Montani leitete die Bauarbeiten der neuen Peterskirche. Ab 1703 setzte Johann Lucas von Hildebrandt den Bau nach verändertem Plan fort und 1708 war das Gotteshaus im Rohbau vollendet. Ihr Bauführer war Franz Jänggl, auch Baumeister Francesco Martinelli und Christian Oettl waren laut erhaltener Inschriften im Kuppelknauf an den Planungen und Bauarbeiten beteiligt. Die Steinmetzarbeiten wurden dem Wiener Meister Johann Carl Trumler übertragen, der den erforderlichen harten Kaiserstein, unter anderem für den umlaufenden Sockel, aus dem kaiserlichen Steinbruch dafür bezog.
Die Bauarbeiten zogen sich noch bis 1722 hin, erst zu diesem Zeitpunkt war der Bau größtenteils abgeschlossen. Die Kirchweihe des kompletten Hauses konnte jedoch erst am 17. Mai 1733 durch Kardinal Graf Sigismund Kollonitsch in einem Gottesdienst gefeiert werden. Zu diesem Zeitpunkt hatte der Bau 175.000 Gulden gekostet.
Zwei Spenden im 19. Jahrhundert verbesserten die Kirchenausstattung: der Kuratbenefiziant Anton Schiessl spendete 1849 die transparente Uhr, die oberhalb des Portals eingebaut wurde; das Gemeindemitglied Anna Edle von Lagusius stiftete 1873 die große Glocke, die im bis dato leer gestandenen linken Turm ihren Platz erhielt.
In den folgenden Jahrhunderten mussten stetig Erhaltungsarbeiten durchgeführt werden; Kriegszerstörungen sind nicht überliefert. In den Jahren 1998 bis 2004 konnte eine umfassende Renovierung des Kirchengebäudes erfolgen, wobei es seine ursprüngliche Farbenpracht und Helligkeit zurückerhielt.
In Umsetzung der kirchlichen Reformen unter Kaiser Joseph II. wurde die Petersgemeinde 1783 zur Pfarre erhoben, aber die Dreifaltigkeitsbruderschaft wurde aufgehoben und ihr Vermögen eingezogen.
Seit 1976 ist die frühere Pfarre eine Rektoratskirche.

### Beschreibung
Die neue Kirche war der erste Kuppelbau des barocken Wien; die Höhe der Kuppel beträgt 56 m.
Das Sakralgebäude ist sehr kompakt. Den Kuppelraum und das Innere hatten Matthias Steinl und Michael Rottmayr gestaltet. Die Freskenausstattung hatte Andrea Pozzo begonnen, doch seine Ausmalungen ließ die Kirchengemeinde nach seinem Tod wieder entfernen, sodass Rottmayr 1713 mit einem völlig neuen Programm beginnen konnte. Im Laufe der Jahre ist die Wandbemalung stetig nachgedunkelt, was dem Innenraum ein düsteres Aussehen verlieh. Der Hochaltar stammt von Antonio Galli da Bibiena (Aufbau) und Martino Altomonte (Altarbild).

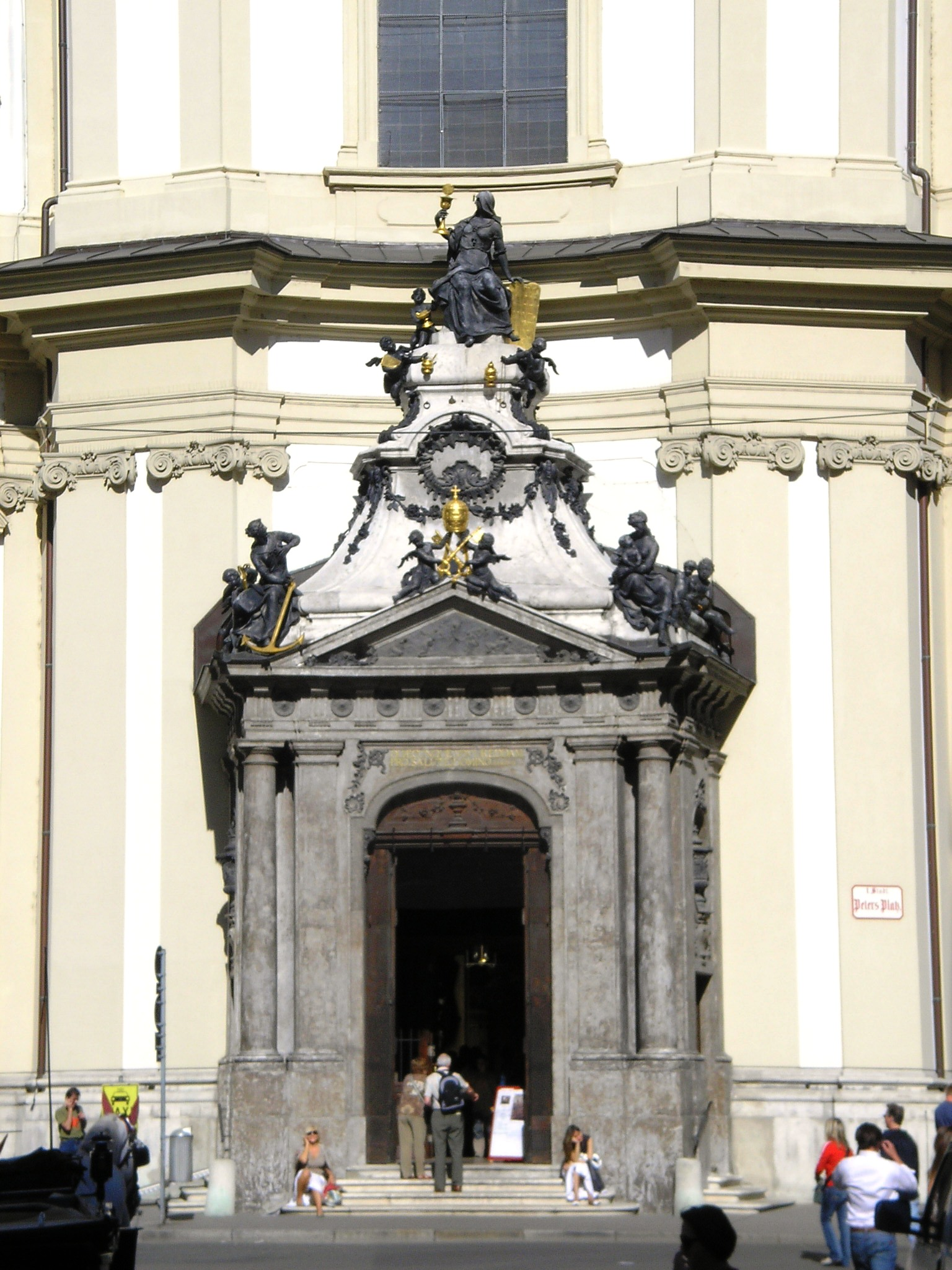
Portal

Joachim Georg Schwandtner, Superintendent der Erzbruderschaft der Allerheiligsten Dreifaltigkeit, stiftete einen Portalvorbau, der 1751–1753 nach Plänen von Andrea Altomonte aus Gutensteiner Marmor angebaut wurde. Die figurale Gestaltung führte Franz Kohl aus, die Steinmetzarbeiten, wie die Stufensteine aus Kaisersteinbruch, lieferte Meister Johann Michael Strickner.
Die Ausstattung im Portalvorbau umfasste unter anderem: die Statuen Glaube, Hoffnung und Liebe, Engelfiguren mit Tiara und Schlüssel als Ausdruck der päpstlichen Souveränität, etliche Reliefs mit Darstellungen aus dem Leben Petri. Das Hauptportal beeindruckt mit reichem Schnitzwerk und schönen Beschlägen samt einer Inschrift, die an das kaiserliche Pestgelübde erinnert.
Im Biedermeier galt die Peterskirche als eine der populärsten Kirchen der Karwoche, in der die Bevölkerung an möglichst vielen verschiedenen der für diesen Zweck errichteten Heiligen Gräbern der Kirchen ihre Andachten verrichtete:

„Bei Sankt Peter ist ein schönes, fast heiteres Grab, und vorzüglich schön und herzerhebend sind dort die sogenannten Lamentationen.“

## Architektur

### Kellerbereich
Unter dem gesamten Kirchengebäude erstreckt sich eine Krypta, bei deren Bau das älteste Teil der ersten Kirche – ein frühromanischer steinerner Portallöwe – seinen Platz erhielt. Im „Löwenraum“ findet bereits seit 1958 jedes Jahr zur Adventszeit eine Krippenausstellung statt. Der Raum wurde 1971 restauriert, neu ausgestattet und für Kirchgänger geöffnet.

### Außen
Kirchenhauptbau
Die Zentralkuppel ist mit einer Laterne bekrönt, auf deren Sputze ein metallenes Kreuz postiert ist.
An der Rückseite des Chores (Außenwand der Kirche) befinden sich Steinplastiken vom heiligen Petrus und vom heiligen Michael, ausgeführt vom Bildhauer Lorenz Matitelli um 1730.
An der östlichen Seitenwand des Gotteshauses, gegenüber dem Ausgang der Goldschmiedgasse, ist in die Steinmauer ein von Rudolf Weyr gemeißeltes Marmorrelief eingelassen, das die mythenhafte Kreuzerrichtung an dieser Stelle durch Karl den Großen versinnbildlicht; es wurde 1906 enthüllt.

### Türme
Zwei wegen des engen Baufeldes absichtlich zum Kirchenbau leicht verdreht gestellte Türme flankieren den Haupteingang des Kirchengebäudes. In Nischen der beiden Turmschäfte stehen Sandsteinfiguren von St. Petrus und St. Simon sowie Johannes Evangelist (nach anderer Quelle: St. Paulus) und Judas Thaddäus.

### Innen
Der Innenraum verfügt über einen ovalen Grundriss, wodurch keine sonst üblichen Seitenschiffe und kein Hauptschiff entstanden. Kleine Emporen ziehen sich an den Wänden herum. Die Nutzfläche des Saales wird durch rechteckige Anbauten vergrößert.
Der Altarraum, der vom Grundrissoval abgeht, hat eine rechteckige Fläche, hier sind fünf farbige Spitzbogenfenster eingebaut. Links vom Altarraum (gesehen im Inneren) befindet sich die Sakristei, rechts davon ist der Zugang zur Krypta angeordnet.
Sechs Nischen sind im Oval abgetrennt, in denen weitere Nebenaltäre untergebracht sind. Über den Nischen befinden sich Emporen mit fein ausgearbeiteten Balustraden.
Die Innenkuppel wird von einem großen Deckengemälde mit Personen und Szenen aus der Christenheit beherrscht. In den Kuppelseiten sind vier Okuli mit nichtfarbigen runden Sprossenfenstern eingearbeitet. Der oberste Kuppelbereich trägt die Darstellung des heiligen Geistes Taube im Strahlenkranz.

## Ausstattung

### Hauptaltar, Taufstein, Kanzel und weiteres

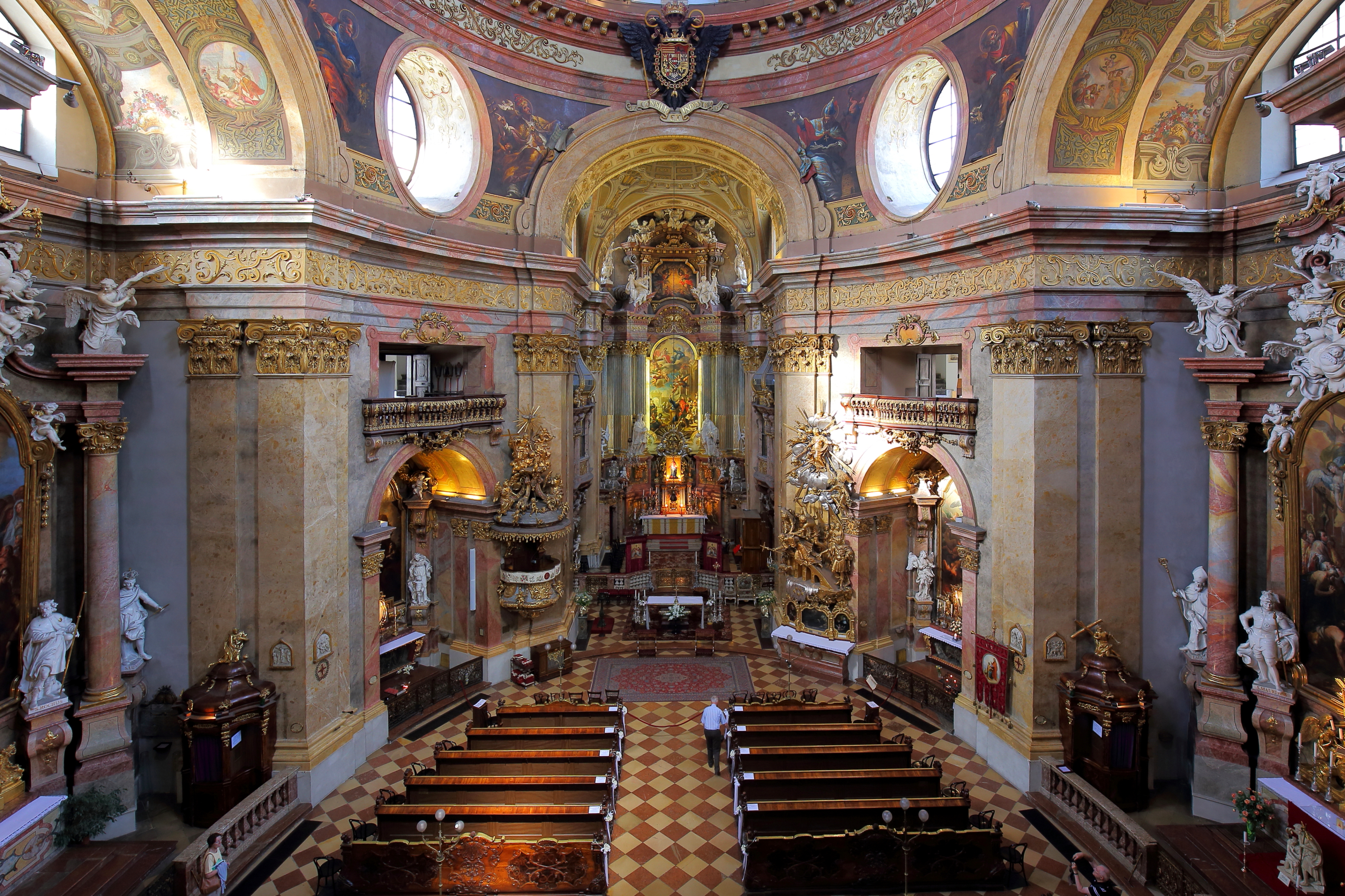
Innenansicht Richtung Hochaltar

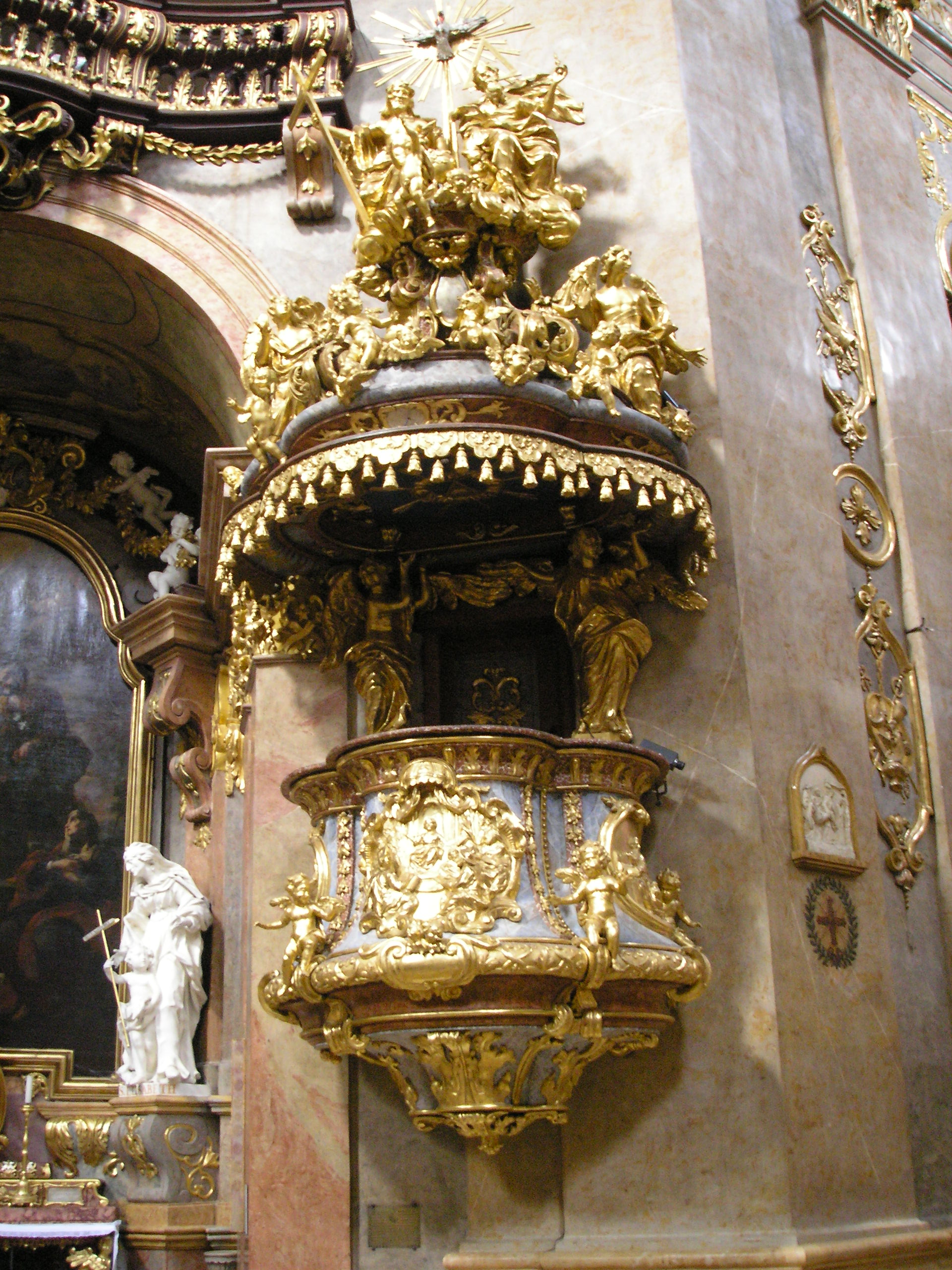
Kanzel

Der Altarraum ist gegenüber dem Kirchensaal um eine Stufe erhöht. Hier dominiert der Hochaltar, zu dem ein Altartisch mit Predella gehört, die von einem Bildnis des Kirchenpatrons, dem Heiligen Petrus, geschmückt wird. In der Apsis befindet sich zudem ein mehrere Meter hohes Wandbild mit Szenen aus der Bibel. Rechts und links auf dem Altartisch stehen kleine weiße Marmorfiguren.
Der runde Kanzelkorb ist wohl aus Speckstein gearbeitet, ihm sind vergoldete Reliefs und Putten angefügt. Auf dem Schalldeckel befindet sich eine vergoldete Kreuzigungsgruppe.
Der Taufstein, ebenfalls rund geformt auf einem achteckigen Fuß, besteht aus grau-weiß marmoriertem Gestein und trägt einen geschmückten Kupferdeckel.
Der Fußboden ist schachbrettartig mit beigen und braunen Fliesen ausgelegt, unmittelbar vor dem Altarraum liegt darauf noch ein gemusterter Teppich.

## Weitere Altäre und Seitenkapellen
Links neben dem Hauptaltar gibt es einen Altar zur Verehrung der Heiligen Familie, geschaffen vom österreichischen Barockmaler Martino Altomonte, der auch das Hochaltarbild gemalt hatte. Der Nebenaltar stellt Josef, Maria, das Jesuskind sowie die Großeltern Anna und Joachim dar. In einem 360-Grad-Panorama ist der gesamte Innenbereich der Kirche zu sehen.
Die meisten Nischen und Figuren sind vergoldet.

### Gestühl
Die hölzernen Bankreihen sind in Vierergruppen im ovalen Raum aufgestellt, längs und quer gibt es jeweils Durchgänge, an denen Einzelstühle mit reichem Schnitzwerk stehen. Die Bänke verfügen über geschnitzte Wangen oder Puttenköpfen und die Rückseite der jeweils letzten Reihe ist durchgehend mit geschnitzten Ornamenten verziert. Somit ergeben sich Plätze für knapp 400 Kirchenbesucher im Parterre, hinzu kommen Sitzgelegenheiten in den Emporen.

### Orgel

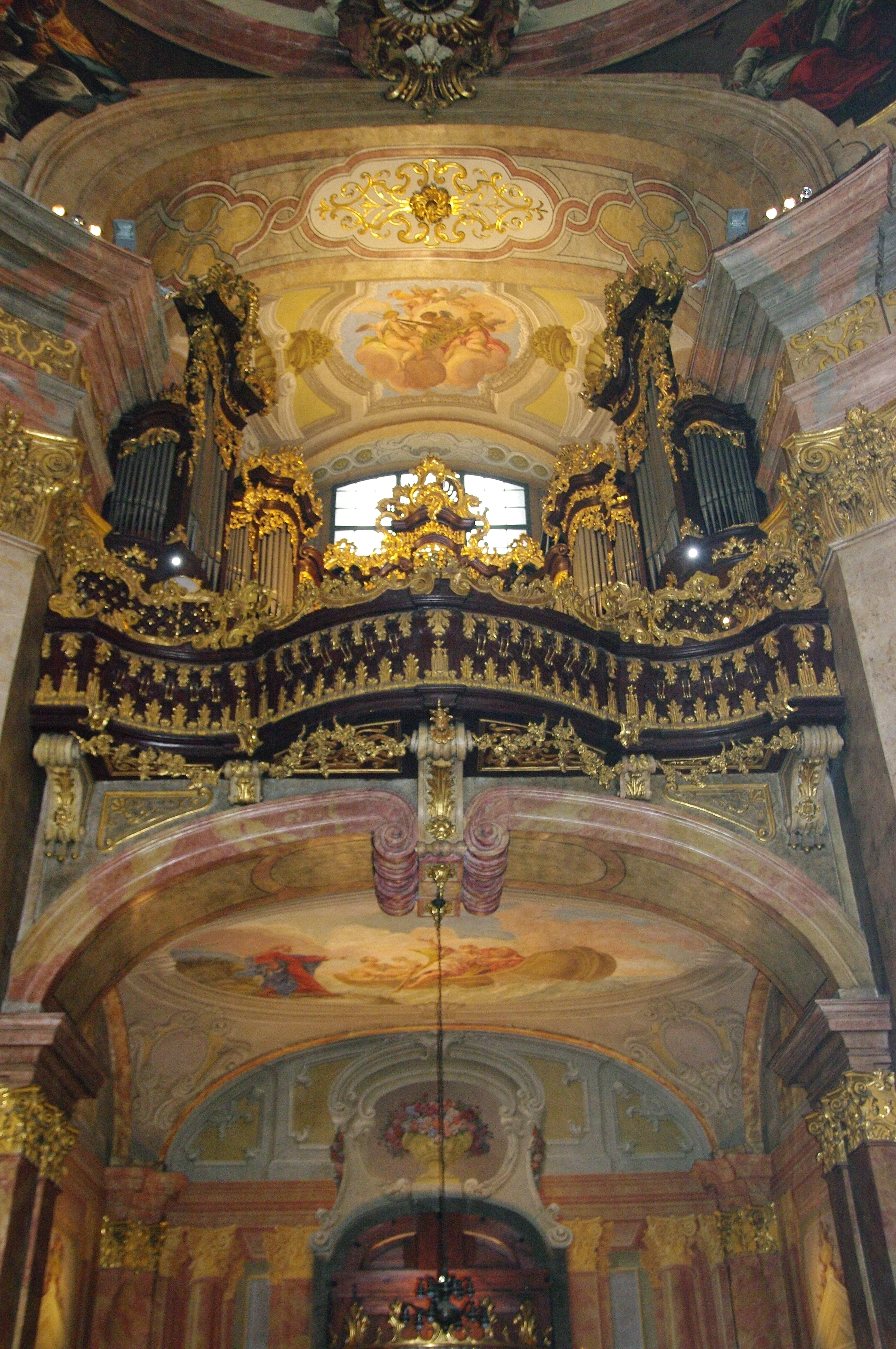
Blick auf Empore und Orgelgehäuse

Die heutige Orgel wurde 1903 in der Orgelbauwerkstatt des Franz Josef Swoboda erbaut, das Orgelgehäuse stammt von Gottfried Sonnholz noch aus der frühen Bauzeit des Gotteshauses aus dem Jahr 1751. Das Kippventilladen-Instrument hat 34 Register auf drei Manualen und Pedal. Die Spiel- und Registertrakturen sind pneumatisch.
Bereits 1948 führte der Orgelbauer J. M. Kauffmann aus Wien eine Grundsanierung der Orgel durch. – Im Jahr 2005 sanierte die österreichische Firma Walcker-Mayer das vorhandene Instrument.
| I Hauptwerk C–g3 |        |
| Prinzipal        | 16′    |
| Bourdon          | 16′    |
| Prinzipal        | 08′    |
| Gamba            | 08′    |
| Flute harmonique | 08′    |
| Octave           | 04′    |
| Flöte            | 04′    |
| Superoktave      | 02′    |
| Cornett          | 5 1⁄3′ |
| Mixtur           | 2 ⁄3′  |
| Trompete         | 08′    |

| II. Manualwerk C–g3 |       |
| Gedeckt             | 8′    |
| Salicional          | 8′    |
| Prästant            | 4′    |
| Flöte               | 4′    |
| Quinte              | 2 ⁄3′ |
| Oktav               | 2′    |
| Progress harmonique | 2 ⁄3′ |
| Basson Oboe         | 8′    |

| III Schwellwerk C–g3 |    |
| Philomela            | 8′ |
| Aeoline              | 8′ |
| Engelstimme          | 8′ |
| Prinzipal            | 4′ |
| Gemshorn             | 2′ |
| Vox humana           | 8′ |

| Pedalwerk C–f1 |         |
| Contrabass     | 32′     |
| Prinzipalbass  | 16′     |
| Violonbass     | 16′     |
| Subbass        | 16′     |
| Quintbass      | 10 2⁄3′ |
| Oktavbass      | 08′     |
| Cellobass      | 08′     |
| Sopran         | 04′     |
| Posaune        | 16′     |

- Koppeln: II/I, III/I, III/II; I/P, II/P, III/P; Superoktav I, II 4' I, III 4' I, Superoktav II, III 4' II, Superoktav III; II 16' I, III 16' I, III 16' II; I 8' ab
- Spielhilfen: 2 freie Kombinationen, Auslöser, 5 feste Kombinationen (pp, p, mf, f, pleno), Registercrescendo (Walze), Pedalhebel für Schwellkaste III Manual, Tremulant Vox humana 8' (III, stillgelegt), Handregistrierung fest, Rohrwerke, Walze ein, automatische Pedalumschaltung

## Glocken
Im Turm der Peterskirche hängen drei Glocken, deren Tonlage mit denen des benachbarten Stephansdoms abgestimmt sind. Sie erklingen in den Tönen fis'-ais'-dis´´. Gegossen wurden die Glocken in den Gießereien Christian Berger (1636; die kleine), Andreas Klein (1744; die mittlere) und Josef Pfundner (1962; die große) hergestellt.
Aus diesem 1962er Nachguss muss geschlussfolgert werden, dass die größte Glocken im Zweiten Weltkrieg abgeliefert werden musste, um aus der Bronze neue Kriegsgeräte (Kanonen) herzustellen.
 Glockenplan 
| Gießerei       | Gussjahr | Schlagton | Bemerkungen |
| -------------- | -------- | --------- | --- |
| Christian Berg | 1663     | fis′      | offenbar eine Glocke der ersten Peterskirche                                                                     |
| Andreas Klein  | 1744     | ais′      | auf den Bildern zum Läutevideo sind figürliche Darstellungen auf dem Glockenkörper zu sehen, allerdings unscharf |
| Pfundner       | 1962     | dis″      | s. o. |

## Seelsorge, Gemeindeleben und Sonstiges

### Pfarrer (Auswahl)
- 1550er Jahre: Wolfgang Lazius, Kirchenmeister[3]
- 1615: Adam Winterhaller; zugleich Domherr in St. Stephan[3]
- 2020: Christian Spalek (Rektor), dem mehrere Priester zur Seite stehen[17]

### Kirchenkreise, kulturelle Nutzung
Die Kirchengemeinde unterhält einen Kirchenchor, Familienkreise, ein ‚Junges Forum‘, einen Lektoren- und Kantorendienst u.v.a.m.
Im Kirchenraum und in der Krypta gibt es neben den üblichen christlichen Feiern auch Kulturveranstaltungen wie Konzerte, Kinderopernaufführungen und ähnliches.